# Antonio Zacara da Teramo
Antonio Zacara da Teramo anche Zacar, Zaccara, Zacharie, Zachara (1350/1360 – 19 maggio 1413/1416) è stato un compositore e cantore italiano, anche segretario papale.
Egli fu uno dei più attivi compositori italiani intorno alla fine del XIV secolo e il suo stile fece da collegamento fra l'ars subtilior e l'inizio del rinascimento.

## Biografia
Egli nacque probabilmente a Teramo, nel nord dell'Abruzzo, non lontano dalle coste del Mar Adriatico. Nulla si conosce della sua vita fino al 1390 quando si è scoperto era insegnante di musica a Roma presso l'Ospedale di Santo Spirito in Sassia. Il documento menziona che non era più giovanissimo ma non ci fornisce la sua età esatta. Nell'anno successivo divenne il segretario di Papa Bonifacio IX; la lettera di assunzione, che ci è pervenuta, documenta che era un uomo sposato nonché cantore nella Cappella papale.
Egli rimase in quell'incarico per tutto il papato di Bonifacio IX fino al 1404 e quindi con Papa Innocenzo VII e ancora sotto Papa Gregorio XII. Questo avveniva nel periodo turbolento dello Scisma d'Occidente e dalle sue lettere, e dai numerosi riferimenti politici contenuti nelle sue opere, sembrerebbe che Zacara fosse stato coinvolto in alcune macchinazioni. Alcuni riferimenti contenuti nelle sue musiche vennero definiti satanici (). Nel 1408 abbandonò, molto probabilmente, il servizio sotto Papa Gregorio; la sua ballata Dime Fortuna poy che tu parlasti viene citata come indizio di questa partenza. Tra il 1412 e il 1413 viene dato come appartenente alla Cappella dell'Antipapa Giovanni XXIII a Bologna in qualità di cantore. Due documenti del 1416 danno notizia della sua morte. Egli possedeva, al momento della sua morte, alcune proprietà sia a Roma che a Teramo.
Il Codice Squarcialupi contiene una sua illustrazione dalla quale si evince che era un uomo mingherlino e aveva un totale di sole dieci dita fra mani e piedi, dettaglio che emerge dal suo ritratto ma che viene confermato da un necrologio abruzzese del XVIII secolo.

## La sua musica
Gli studi sulla sua musica sono relativamente recenti e molto rimane da scoprire in termini di cronologia e attribuzione delle opere. Sembra che egli abbia composto musica per tutto il periodo della sua vita e nel suo stile si possono riscontrare due fasi ben delimitate: un primo periodo in cui scrisse essenzialmente ballate, nello stile di Jacopo da Bologna e Francesco Landini e un periodo, probabilmente iniziato nel 1400, quando a Roma scrive delle musiche nello stile dell'Ars subtilior.
Fra la sua musica giunta a noi, sopravvivono sia musiche sacre che profane. Fra questi numerosi Gloria e Credo si trovano in un manoscritto di Bologna scritto intorno al 1420; sette canzoni si trovano sul Codice Squarcialupi, e 12 nel Codice Mancini probabilmente scritto nel 1410. Tre canzoni sono state rintracciate in altre sorgenti, compresa la bizzarra Sumite, karissimi, capud de Remulo, patres, che è stata considerata la più ritmicamente complessa di tutto il movimento dell'ars subtilior. Tutte le sue musiche profane sono scritte nella forma di ballata.
Le canzoni contenute nel Codice Squarcialupi e nel Codice Mancini, differiscono moltissimo nello stile. Quelle contenute nel primo Codice furono scritte, molto probabilmente, nei primi anni di carriera di Zacara e mostrano l'influenza dei compositori italiani di metà del XIV secolo, come Landini; le musiche contenute nel Codice Mancini sono invece molto più vicine allo stile dell'ars subtilior. Non siamo in grado di stabilire le date delle sue composizioni ma possiamo comunque azzardare che le opere contenute nel Codice Mancini siano state scritte dopo che Zacara lasciò Roma. D'altra parte potrebbe anche essere che egli abbia consciamente voluto creare con le sue opere una risposta romana a quanto perveniva dalla corte dell'antipapa di Avignone.
Una delle strane canzoni di Zacara, riportata nel Codice Mancini, è Deus deorum, Pluto, una invocazione a due voci al dio Romano dell'oltretomba; il testo è infarcito di nomi di creature infernali. Esso è "una entusiastica preghiera a Plutone re dei demoni", non il tipo di composizione che ci si possa attendere da un pio segretario Vaticano. Zacara usò la musica di questa canzone come base per il Credo in una sua messa.
I pezzi da messa di Zacara sembrano influenzati da altri compositori dei primi anni del XV secolo come Johannes Ciconia e Bartolomeo da Bologna; alcune delle sue innovazioni si possono riscontrare in Dufay. I suoi pezzi da messa sono di durata maggiore di quelli di altri compositori di messe del XIV secolo e usano l'imitazione in maniera estensiva. In generale, i suoi Gloria e Credo sono collegati alla Messe de Nostre Dame di Machaut. Alcuni dei pezzi di Zacara erano noti in paesi molto distanti a conferma della sua notorietà in tutta Europa; alcuni suoi manoscritti sono stati ritrovati anche in Polonia e uno in Inghilterra.